# Heinz Jost
Heinz Jost (Homberg-Holzhausen, 9 de julio de 1904 - Bensheim, 12 de noviembre de 1964) fue un destacado oficial nazi con el grado de SS-Brigadeführer und Generalmajor der Polizei y Jefe de la Sección Principal del SD-Hauptamt Amt III (Abwehr) de la Oficina Central de Seguridad del Reich (RSHA). En marzo de 1942 dirigió el Comando del Einsatzgruppen A.

## Biografía
Jost ingresó al Partido Nazi el 1 de febrero de 1928, con el número de ficha 75.946 y a las SS el 25 de julio de 1934, con el número 36.243. Jost se hizo miembro de la Fundación Lebensborn el 1 de diciembre de 1937. El 22 de junio de 1941, es nombrado Jefe de la Sección VI del Sicherheitsdienst (SD) de la RSHA, encargado de operaciones en el extranjero. Entre el 29 de marzo y el 2 de septiembre de 1942, fue comandante del Einsatzgruppen A, en la Unión Soviética.
Tras el final de la guerra fue detenido y enjuiciado en el denominado Juicio de los "Einsatzgruppen" por un Tribunal Militar Norteamericano en Núremberg, entre 1947 y 1948. Inicialmente condenado a muerte, la sentencia fue conmutada a cadena perpetua y finalmente liberado en 1951.

## Promociones
- SS-Sturmbannführer (28 de julio de 1934).
- SS-Obersturmbannführer (20 de julio de 1935).
- SS-Standartenführer (20 de abril de 1936).
- SS-Oberführer (20 de abril de 1937).
- SS-Brigadeführer.u.Gen.Maj.d.Pol. (20 de abril de 1939).